# Das Kanu des Manitu
Das Kanu des Manitu ist ein deutscher Spielfilm aus dem Jahr 2025 unter der Regie von Michael „Bully“ Herbig nach einem Drehbuch von ihm, Christian Tramitz und Rick Kavanian. Die drei übernahmen auch wie im Vorgänger Der Schuh des Manitu (2001) die Hauptrollen. In Deutschland kam die Filmkomödie am 14. August 2025 in die Kinos.

## Handlung
Einige Jahre nach den Ereignissen des ersten Filmes: Als ein Zug überfallen wird, deutet die Beschreibung der Täter auf die beiden Freunde Abahachi und Ranger hin. Die völlig arglosen Blutsbrüder werden deshalb von Sheriff Kane und seinem Deputy Sheriff Ratford verhaftet. Da ihnen noch weitere Überfälle zur Last gelegt werden, sollen sie am nächsten Tag am Galgen hingerichtet werden.
Hinter den Überfällen steckt eine neue siebenköpfige Bande unter Führung einer Frau, die nur „der Boss“ genannt wird. Zwei Mitglieder der Bande hatten sich zur Tarnung als Abahachi und Ranger verkleidet. Im Auftrag eines mysteriösen Ölbarons soll die Bande nun das sagenumwobene Kanu des Manitu, das dem Stamm der Apachen gehört, in ihren Besitz bringen. Weil sie hierfür einen Apachen benötigen, planen sie am nächsten Tag Abahachi vom Galgen freizuschießen.
Unterdessen erfährt der Grieche Dimitri, dass seine beiden Freunde Abahachi und Ranger hingerichtet werden sollen. Obgleich er mitten in den Vorbereitungen zur Eröffnung eines griechischen Restaurants steckt, macht er sich sofort auf den Weg. Zunächst heimlich reist auch seine neue Angestellte Mary mit, die ihm bei einem Überfall das Leben rettet. Mary und Dimitri entwickeln während ihrer Reise Gefühle füreinander.
Als Abahachi und Ranger vor dem Galgen stehen, wird zunächst Abahachi durch die Banditen freigeschossen. Aber auch Ranger kann dank eines Schusses von Dimitri gerettet werden. Wenig später finden sich Abahachi, Ranger, Dimitri und Mary an einem geheimen Treffpunkt ein. Es stellt sich heraus, dass Mary Rangers Tochter ist. 
Schon am nächsten Morgen wird die Gruppe von der siebenköpfigen Bande aufgespürt und gefangen genommen. Zusammen reiten sie zu jener Höhle, in der Abahachis Vater einst das Kanu des Manitu versteckt hatte. Der Legende nach soll das Kanu demjenigen, der mit ihm über den See fährt, ewiges Leben verschaffen. Der Boss schickt Abahachi, Ranger und Mary in die Höhle, während Dimitri als Geisel gehalten wird. In der Höhle müssen sich die drei Freunde einer Reihe von lebensgefährlichen Prüfungen stellen.
Bei seiner Suche nach den entflohenen Blutsbrüdern stößt Sheriff Kane auf Abahachis schwulen Zwillingsbruder Winnetouch, der inzwischen eine Rumba-Tanzschule eröffnet hat. Noch während der Befragung durch den Sheriff steigen von Dimitri erzeugte Rauchzeichen in die Luft. Winnetouch erkennt dadurch, dass sein Bruder Hilfe benötigt, und bricht zusammen mit dem Sheriff in Richtung Höhle auf.
In der Höhle erfordert die letzte Prüfung, dass derjenige, der sich das Kanu aneignet, ein wahrer Apache sein müsse. Abahachi gesteht daraufhin sein jahrelanges Geheimnis, in Wahrheit nicht indianischer, sondern bayrisch-asiatischer Abstammung zu sein. Nachdem der Schurke Santa Maria den Siedlertreck mit seinen Eltern überfallen hatte, adoptierten die Apachen ihn und Winnetouch. Mary weist darauf hin, dass die Prüfung verlange, ein wahrer Apache zu sein, was einen Unterschied zu echter Apache bedeute. Es gelingt Abahachi und seinen Freunden, das Kanu zu besteigen. Bei steigendem Wasserpegel werden sie aus der Höhle in den nahegelegenen See gespült.
Als die Freunde aus dem See steigen, trifft mit dem Ölbaron der eigentliche Drahtzieher des Kanudiebstahls ein. Der Ölbaron stellt sich als der totgeglaubte Santa Maria heraus, der das Ende des ersten Filmes überlebt hatte, weil die Grube nicht tief genug gewesen war. Wenig später erreichen auch Winnetouch und Sheriff Kane den Ort. Dem kampferprobten Winnetouch gelingt es, die Bande außer Gefecht zu setzen. Sheriff Kane erkennt die Unschuld von Abahachi und Ranger.
Jedoch macht sich Santa Maria, von allen außer Abahachi unbemerkt, mit dem Kanu aus dem Staub. Von dem Kanu verspricht sich Santa Maria jedoch nicht ewiges Leben, sondern nur einen möglichst lukrativen Verkauf. Santa Maria und Abahachi liefern sich zunächst auf Pferden, dann in einem Zug einen Kampf. Dabei zerschellt das Kanu weitgehend. Ebenfalls wird der Zug versehentlich auf falsche Gleise geleitet und stürzt mit beiden eine hohe Klippe hinunter. Entgegen Rangers Befürchtungen kann Abahachi jedoch im letzten Moment vom Zug abspringen. Außerdem ist er im Kampf mit Santa Maria an den Schatz aus Der Schuh des Manitu gelangt.
In der Folgezeit heiraten Dimitri und Mary. Mit Ranger an seiner Seite gesteht Abahachi den Apachen seine eigentliche Herkunft. Die Apachen geben ihm jedoch zu verstehen, dass sie stets davon gewusst haben und er zu ihnen gehört.
In der Post-Credit-Szene ist zu sehen, wie Santa Maria dank eines Fallschirms erneut überlebt hat.

## Produktion und Hintergrund
Die Dreharbeiten fanden an 44 Drehtagen vom 26. August bis zum 2. November 2024 in München, Almería, Valencia und Santa Fe (New Mexico) statt. Die für die Dreharbeiten nachgebaute Höhle ersetzte die Arena aus dem Film Asterix und Obelix gegen Caesar in der Bavaria Filmstadt, die dort seit 1999 ihren Platz hatte. Für den Bau wurden 800 Kubikmeter Styropor verwendet.
Der Film wurde von herbX film von Michael Herbig produziert, den Vertrieb übernahm Constantin Film. Die Produktion wurde von der Filmförderungsanstalt, dem Deutschen Filmförderfonds und dem FilmFernsehFonds Bayern unterstützt. Beteiligt war RTL.
Die Kamera führte Armin Golisano, die Montage verantwortete Alexander Dittner und die Musik schrieb Ralf Wengenmayr. Das Szenenbild gestaltete Bernd Lepel, das Kostümbild Anke Winckler, das Maskenbild Anna Freund und Tanja Holznagel und den Ton Roland Winke. Sky du Mont entschied während des Drehs, seine Filmkarriere nach diesem Film zu beenden.
Drei Jahre vor der Veröffentlichung des Films erläuterte Herbig in der Talkshow 3 nach 9 bei Radio Bremen, dass er eine Parodie der Karl-May-Filme inzwischen nicht mehr machen würde: „Die Comedy-Polizei ist so streng geworden“, dass der Dreh einer Komödie viel schwieriger geworden sei, „weil man das Gefühl hat, dass man sehr schnell Leuten auf die Füße tritt“.
In einem Interview ergänzte Herbig, dass Diskussionen wie „Das darf man heute nicht mehr“ ihn und sein Team inspiriert hätten, gezielt Wege zu suchen, wie man das aushebeln könne.
Am 8. August 2025 erschien begleitend die Single Weil wir so supergeil drauf sind, die Herbig – wie schon für (T)Raumschiff Surprise – Periode 1 (2004) – in einer Zusammenarbeit mit Stefan Raab produzierte. Der Superperforator-Song basiert auf dem Werbejingle für die US-Marke Mr. Clean, auch bekannt als Meister Proper, aus den 1950er-Jahren. Die Musik spielte das Filmorchester Babelsberg unter der Leitung von Gregor Mayrhofer ein.

## Veröffentlichung und Promotion
Premiere war am 12. August 2025 im Mathäser-Filmpalast in München, am 14. August 2025 startete der Film in den deutschen Kinos. Der Film kommt auch im IMAX-Format auf die Leinwand.
Am 23. August 2025 läuft bei RTL anlässlich der Veröffentlichung eine thematisch an den Film angepasste Sonderausgabe der Spielshow Stefan & Bully gegen irgendson Schnulli, der gemeinsamen Fernsehsendung von Michael Herbig und Stefan Raab.
Am 8. September 2025 soll der Film im Rahmen des Fünf Seen Filmfestivals gezeigt werden.

## Rezeption

### Kritiken
Christoph Petersen vergab auf filmstarts.de 3,5 von 5 Sternen. Einen solch bleibenden popkulturellen Fußabdruck wie der Der Schuh des Manitu werde die Fortsetzung sicherlich nicht hinterlassen. Aber auch ohne Zitate für die Ewigkeit sei der Film ziemlich lustig, wobei insbesondere Fans dank der vielen nostalgischen Rückbezüge voll auf ihre Kosten kämen.
Filmkritikerin Antje Wessels bezeichnete die Produktion als sehr solide, in den besten Momenten sogar verdammt witzige Fortsetzung. Der ganz große Lachanfall bliebe diesmal zwar aus, aber für das (Retro-)Feeling und ein durchgängiges Schmunzeln im Gesicht lohne sich ein Kinobesuch allemal.
Oliver Armknecht bewertete die Westernkomödie auf film-rezensionen.de mit fünf von zehn Punkten. Diese schieße einen Gag nach dem anderen ab, von denen aber viele nicht treffen würden. Amüsant sei der Film zuweilen, gerade bei den Nebenfiguren. Zudem seien die Settings sehenswert. Zwischendurch werde es aber auch langweilig, unbedingt gebraucht hätte es die Fortsetzung nicht.
Dieter Oßwald schreibt im Arthaus-Portal Programmkino.de, Deutschlands größter Kino-Clown erweise sich als selbstbewusst unbekümmert: Herbig haue lustvoll auf die Pointen-Pauke, zünde ein durchgängiges Gag-Feuerwerk und sorge so für ein kurzweiliges Lustspiel-Vergnügen. Zum guten Schluss gäbe es eine entspannte Ansage an verbissene Woke-Pharisäer.
Chris Schelb (3,5 von 6 Sternen) kritisierte auf outnow.ch, dass die Komödie versuche, möglichst niemandem auf die Füße zu treten. So wirke der Spaß immer etwas gehemmt, und die Gagdichte sei deswegen auch nicht so hoch wie beim Vorgänger.
Jannek Suhr (2 von 5 Sternen) urteilte auf epd-film.de, dass sich die Produktion in eine von Nostalgie getragene Welle der Reboots einreihe, altbekannte Gags präsentiere und dem Vorgänger nicht wirklich etwas Neues hinzuzufügen könne.
Dorothee Krings befand auf rp-online.de, dass der Film beweise, dass auch Blödeleien mit der Zeit gehen können. Da würden fröhlich Klischees bedient, überzeichnet und die erbitterten Diskurse darüber gleich mit veralbert. Das alles spürbar getragen vom Willen, Spaß zu machen, ohne zu verletzen.

### Kinobesuche
Am Starttag, dem 14. August 2025, verzeichnete der Film rund 160.000 Kinozuschauer. Am Startwochenende sahen sich deutschlandweit rund 770.000 Kinozuschauer den Film an, der damit nach Ein Minecraft Film mit 840.000 verkauften Tickets den bis dahin zweitbesten Start des Jahres 2025 verzeichnete. Dem Film gelang damit auch der viertbeste Start eines Filmes von Michael Herbig, nach (T)Raumschiff Surprise – Periode 1 mit 2,2 Millionen Tickets, Wickie und die starken Männer mit 1,1 Millionen Tickets und Der Schuh des Manitu mit 955.000 Tickets.